# Tilia euchlora
Tilia euchlora är en malvaväxtart som beskrevs av C. Koch. Tilia euchlora ingår i släktet lindar, och familjen malvaväxter. Inga underarter finns listade i Catalogue of Life.

## Bildgalleri

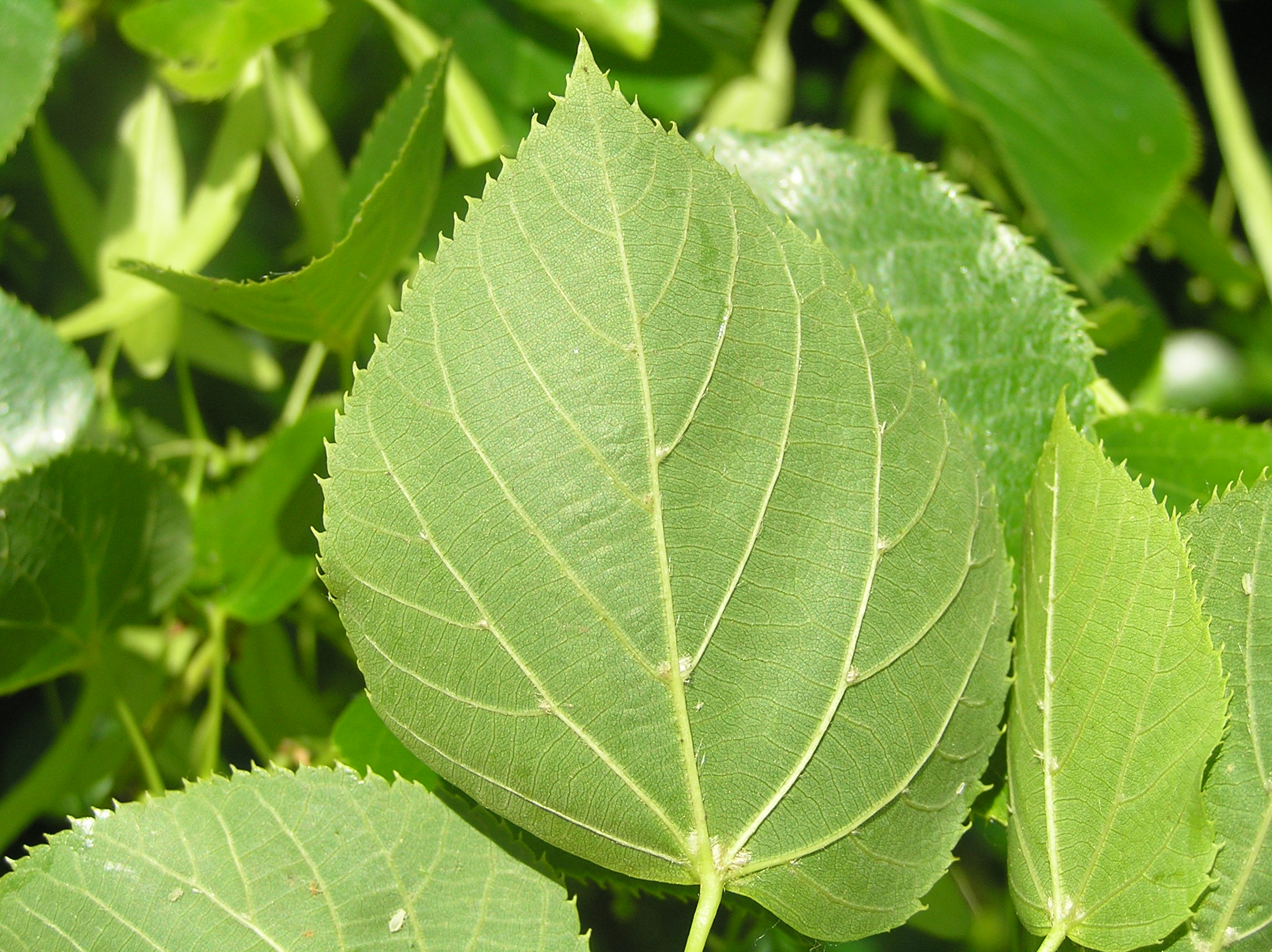